# Felipe Nystrom
Felipe Timoteo Nystrom Spencer, né le 31 mars 1983, à Santa Ana (en), est un coureur cycliste costaricien. 

## Biographie
Felipe Nystrom commence le cyclisme à 13 ans, en achetant un VTT avec ses économies.  Sa carrière est cependant interrompue vers l'âge de 20 ans, lorsqu'il commence à connaitre de graves problèmes d'alcoolisme et de toxicomanie. Après une tentative de suicide, il est interné en 2012 dans un hôpital psychiatrique pour suivre une cure de désintoxication. Il y reste pendant six mois.
Une fois guéri, il change de vie et déménage en août 2013 aux États-Unis, pays dont il a la nationalité par sa mère. Il y travaille en tant qu'interprète pour des patients psychiatriques d'origine hispanique. Il reprend finalement le cyclisme en 2015, sur les critériums américains. Depuis 2017, il court en première catégorie.
En 2019, il crée la surprise en remportant la course en ligne des championnats du Costa Rica,. Trois ans plus tard, il devient le premier cycliste costaricien à participer au championnat du monde de cyclo-cross.
Il a ensuite marqué le championnat du monde de cyclo-cross de 2023 par son enthousiasme. En effet, il encourageait les supporters à applaudir et tout le public applaudissait à chacun de ses passages. Il a été applaudi autant que les deux favoris Wout van Aert et Mathieu van der Poel.

## Palmarès
- 2019
  -  Champion du Costa Rica sur route

## Classements mondiaux
| Année                                 | 2019 |
| ------------------------------------- | ---- |
| Classement mondial                    | 762e |
| UCI America Tour                      | 89e  |
|                                       |      |
| Légende : nc = non classéSource : UCI |      |